# Eleccions al Parlament Europeu
Les eleccions al Parlament Europeu, també conegudes com a eleccions europees, són les eleccions celebrades cada cinc anys a tots els estats de la Unió Europea que tenen com a objectiu escollir als eurodiputats que representaran als ciutadans comunitaris durant tota la legislatura.

## Història
Al setembre de 1952 es va reunir per primer cop l'Assemblea Comunitària de la Comunitat Europea del Carbó i l'Acer (la CECA). Aquesta cambra estava formada per 78 diputats escollits pels parlaments dels estats membres de l'organització i tenia un caràcter bàsicament consultiu. Cinc anys després, el 1957 i mitjançant els Tractats de Roma, es va fundar la Comunitat Econòmica Europea i la Comunitat Europea de l'Energia Atòmica, que juntament amb la CECA formaren les Comunitats Europees. Des d'aquest moment, l'Assemblea va començar a autodeterminar-se com a Parlament Europeu. Cal remarcar que els seus poders continuaven sent pràcticament nuls, és per això que el Parlament es va guanyar la fama de ser una institució que només servia als partits per mantenir apartats de la política estatal a polítics que feien nosa.
Posteriorment, el 1971, les Comunitats Europees van obtenir un finançament propi i el Parlament Europeu va adquirir la capacitat de participar en la decisió sobre les despeses pressupostàries previstes tret de la Política Agrícola Comuna, que suposava el 90% del total dels fons per aquelles dates. Dos anys més tard, amb la primera ampliació de la CE al Parlament s'hi van asseure diputats escollits pel parlament britànic, danès i irlandès. Aquesta situació de no elecció directa va canviar el 1979 quan, per primer cop, es van celebrar unes eleccions que tenien la funció de què el diputats europeus fossin directament escollits pel poble d'Europa i no pels parlamentaris de les cambres estatals. Des d'aquest moment, cada cinc anys es convoquen eleccions al Parlament Europeu, on tots els ciutadans comunitaris tenen el dret d'escollir els seus representants a aquesta institució europea. Paral·lelament, el Parlament Europeu ha vist un augment progressiu de les seves competències.

### Convocatòries
1. Eleccions al Parlament Europeu de 1979
2. Eleccions al Parlament Europeu de 1984
3. Eleccions al Parlament Europeu de 1989
4. Eleccions al Parlament Europeu de 1994
5. Eleccions al Parlament Europeu de 1999
6. Eleccions al Parlament Europeu de 2004
7. Eleccions al Parlament Europeu de 2009
8. Eleccions al Parlament Europeu de 2014
9. Eleccions al Parlament Europeu de 2019
10. Eleccions al Parlament Europeu de 2024

## Participació[2]
Participació en les eleccions europees a Catalunya
| Any          | 1987 | 1989 | 1994 | 1999 | 2004 | 2009 | 2014  | 2019  |
| ------------ | ---- | ---- | ---- | ---- | ---- | ---- | ----- | ----- |
| Participació | 67,9 | 51,5 | 51,8 | 54,8 | 40,2 | 36,9 | 47,60 | 64,23 |

Participació en les eleccions europees a la UE
| Any          | 1979  | 1984  | 1989  | 1994  | 1999  | 2004  | 2009  | 2014  | 2019  |
| ------------ | ----- | ----- | ----- | ----- | ----- | ----- | ----- | ----- | ----- |
| Participació | 61,99 | 58,98 | 58,41 | 56,67 | 49,51 | 45,47 | 43,00 | 42,61 | 50,09 |

## Sistema electoral
Actualment la Unió Europea no disposa d'un sistema electoral homogeni, tot i que existeix una certa consciència de la necessitat de crear unes regles comunes per als comicis europeus. És per aquest motiu que els sistemes electorals venen marcats pels estats. Pel que fa a les circumscripcions, n'hi ha d'estatals (cas de la majoria dels socis comunitaris) i de regionals (com fa França, Bèlgica, Itàlia, Irlanda, Polònia i, abans de la seva sortida, el Regne Unit).